# Odorik iz Pordenone
Odorik iz Pordenone (Pordenone, 1286. – Udine, 14. siječnja 1331.), mletački misionar, svjetski putnik i blaženik.

## Životopis
Podrijetlom iz češke obitelji, rodio se kao Odorico Mattiussi u talijanskom gradu Pordenone oko 1286. godine. Između 1316. i 1318. iz Venecije kreće na dvanaestogodišnji put prema istoku. U Aziju je stigao preko Carigrada, odakle je nastavio put prema Mezopotamiji i Iranu, gdje je posjetio Bagdad, Jazd, Kašan, Širaz i drevni Perzepolis. Prešavši Hormuški tjesnac nastavio je put prema Indiji gdje je boravio u Mumbaiju. Od istočne indijske obale otplovio je prema indonezijskim otocima Sumatri i Javi. Njegovo konačno odredište bilo je Kina, odnosno grad Peking do kojeg je došao Velikim kanalom. Tijekom putovanja opisivao je gradove, ljude i običaje istočnih kultura, koji su u raznim oblicima i izdanjima sačuvani do danas. S puta se vratio oko 1328. godine, a tri godine kasnije umire u Pisi.

## Vanjske poveznice
- Katolička enciklopedija (NewAdvent.org): Odoric of Pordenone (engl.)
- Enciklopedija Britannica: Odoric of Pordenone (engl.)